# 자본주의에 대한 다양한 관점
자본주의에 대한 다양한 관점(영어: perspectives on capitalism by school of thought)은 근대역사에서 학계에서 발전된 자본주의에 관한 관점들을 말한다.

## 개요
애덤 스미스는 국부론에서 고전파 경제학의 시작을 알리는 글을 남겼다.  반면에 카를 마르크스는 자본주의를 역사적으로 생산의 방법의 특정한 형태로만 보았고 궁극적으로 공산주의가 자본주의를 대체할 것으로 예언하였다.  이런 마르크스의 신념은 착취된 노동이 사회 혁명의 주체가 되어 사회주의적 경제로 나가게 된다는 것이었다.  그는 계급투쟁의 원인을 자본의 소유주, 즉 부르주아지계급에 의해 잉여가치가 독차지하게 되기 때문으로 보았다.  
막스 베버는 생산보다는 시장거래를 자본주의의 기본 특징으로 보았다.  그는 자본가들이 효율성과 생산성을 극대화하기 위한 방향으로 생산을 합리적으로 한다고 보았다.  
카를 멩거를 비롯한 오스트리아 경제 학파는 19세기 후반에 자본주의와 정치 사회구조를 불가분의 관계로 보았다.  
20세기에 들어 조지프 슘페터는 자본주의의 창조적 파괴를 강조하였는데, 이것은 시장경제가 지속된 변화를 겪는다는 것이다.  
오스트리아 학파였던 루트비히 폰 미제스와 프리드리히 하이에크는 사회주의 계획경제에 맞서 시장경제를 주장하였다.  
그들에 반대한 존 메이너드 케인스는 자본주의가 투자가 침체하게 될 때 위기를 맞게 되는 데, 정부의 규제가 유효하며 경제적 안정화를 추구하였다.  

## 같이 보기
- 자본주의